# Ilse Paulis
Ilse Paulis, född 30 juli 1993 i Leiderdorp, är en nederländsk roddare.
Paulis blev olympisk guldmedaljör i lättvikts-dubbelsculler  vid sommarspelen 2016 i Rio de Janeiro. Vid olympiska sommarspelen 2020 i Tokyo tog Paulis brons tillsammans med Marieke Keijser i lättvikts-dubbelsculler.